# Feuerwehr Hildesheim
Die Feuerwehr Hildesheim mit Sitz An der Feuerwache 4–7 in Hildesheim ist verantwortlich für den Brandschutz, die Technische Hilfeleistung und die Brandbekämpfung in der Stadt Hildesheim. Sie gehört zum Fachbereich Feuerwehren und Rettungsdienst der Stadt Hildesheim und besteht aus einer Berufsfeuerwehr (BF) und einer Freiwilligen Feuerwehr (FF) mit zwölf Ortsfeuerwehren. Der Freiwilligen Feuerwehr sind die Jugendfeuerwehren sowie die Kinderfeuerwehren angegliedert.

## Geschichte

### Mittelalter bis 18. Jahrhundert
Spätestens ab dem Jahr 1655 ist die Einführung der Zahlung eines „Eimergeldes“ durch die Stadtregierung Hildesheims nachgewiesen. Parallel dazu wurden erste kleine Handspritzen, sogenannte „Strente“, und später „große Feuerspritzen“ eingeführt. Erstmals wird eine große Feuerspritze in Hildesheim 1641 erwähnt. Später wurden weitere Spritzen über das ganze Stadtgebiet verteilt. Im 18. Jahrhundert befanden sich zwei im Rathaus, eine auf dem Bauhof, eine wurde an der St.-Andreas-Kirche und eine an der St.-Lamberti-Kirche untergebracht.
Zur Brandbekämpfung wurde in dieser Zeit die Hildesheimer Bürgerschaft herangezogen. Um im Brandfall die Bürgerschaft zu warnen und zu alarmieren, wurde, von 1583 bis Dezember 1921, durch den „Tornemann“ (Turmwächter) am höchsten Kirchturm der Stadt, an der St.-Andreas-Kirche, tagsüber eine rote Fahne und nachts eine rote Laterne angebracht.

### Seit dem 19. Jahrhundert
Eine erste Feuerwehr in Hildesheim entstand mit der am 29. Oktober 1823 erlassenen ersten Hildesheimer Feuerordnung, die die Aufstellung einer „Volontaire-Compagnie“ (Freiwilligen-Kompanie) vorschreibt. Diese „Volontaire-Compagnie“ sollte aus den freiwilligen Teilen der Bürgerschaft bestehen und zweckmäßig eingeteilt und ausgerüstet werden sowie die Spritzen besetzen. Das Kommando über die freiwilligen Kräfte hatte ein „Feuerherr aus dem Feuerdirektorio“.
Aus der „Volontaire-Compagnie“ entwickelte sich Mitte des 19. Jahrhunderts der „Rettungsverein bei Feuersgefahr“. In diesem Verein schlossen sich nicht zum Feuerlöschdienst verpflichtete Bürger Hildesheims zusammen. Im Jahr 1853 bildete sich parallel zum Rettungsverein eine Turnerfeuerwehr, die „Rettungsschar des Männer-Turn-Vereins v. 1848“. Der Rat der Stadt Hildesheim beschaffte für diese Turnerfeuerwehr die erforderlichen Löschgeräte. Die Hauptleute, Zugführer und Anmänner (Gruppenführer) wurden von den Mitgliedern selbst gewählt. Die Einsatzleitung übernahm ein Feuerdirektor. Jedes Mitglied der Rettungsschar war verpflichtet, zu allen Übungen zu erscheinen und „bei Feuersbrünsten tatkräftig Handdienste zu leisten“. Die „Rettungsschar des Männer-Turn-Vereins v. 1848“ löste sich nach einigen Jahren wieder auf. Im Juni 1876 trafen sich mehrere Bürger Hildesheims, um, nach längeren Verhandlungen, am 2. Dezember 1876 eine Freiwillige Feuerwehr mit anfangs 163 Mitgliedern zu gründen.
Die Freiwillige Feuerwehr bestand zur damaligen Zeit aus einer Spritzenmannschaft zur Bedienung der Spritzen, einer Werkmannschaft zum Einreißen und Niederlegen von Giebeln, Schornsteinen, Wänden und Ähnlichem, Steigern zur Rettung von Menschen und Sachwerten sowie einer Schutzmannschaft zur Absperrung des Brandplatzes und Schutz der geretteten Sachwerte.
Die Mitglieder entwarfen eine eigene Satzung und wählten sich ihre Kommandanten, Adjutanten und Obersteiger und wurden durch die Stadtverwaltung folgendermaßen ausgerüstet:
- drei neue Abprotzspritzen
- ein Steigerwagen
- ein Rettungsschlauch
- ein Sprungtuch
- ein Werkmannswagen
- eine große Schiebeleiter

Die erste Berufsfeuerwehr in Hildesheim, die den städtischen Gas- und Wasserwerken unterstellt und auf deren Gelände untergebracht war, trat am 1. Oktober 1897 ihren Dienst an.

„Dienstanweisung für die Berufsfeuerwehr
Die aus dem Arbeitspersonal der Städtischen Gas- und Wasserwerke durch freiwilligen Eintritt gebildete Berufsfeuerwehr hat den Zweck, bei etwa ausbrechendem Feuer in der Stadt die erste Hülfe zu leisten sowie aber auch bei Rohrbrüchen an Gas- und Wasserleitungen oder bei sonstigen, dringender Erledigung bedürfender Schäden und die öffentlichen Interessen berührenden Unfälle behülflich zu sein, um die Schäden schnellstens zu beseitigen.“

Anfang des 20. Jahrhunderts wurde die Berufsfeuerwehr im Ratsbauhof untergebracht und war personell und technisch wie eine hauptamtliche Wachbereitschaft aufgestellt.
Es wird der Bau eines neuen Gefahrenabwehrzentrums geplant. Es ist ein millionenschweres Projekt, dessen Wert auf 60 Millionen Euro geschätzt wird. Der Standort soll in der Berliner Straße in Hildesheim sein. Dies kann man bereits erkennen, weil die Kleingärten auf dem Gelände der jetzigen Baustelle entfernt wurden.

## Berufsfeuerwehr

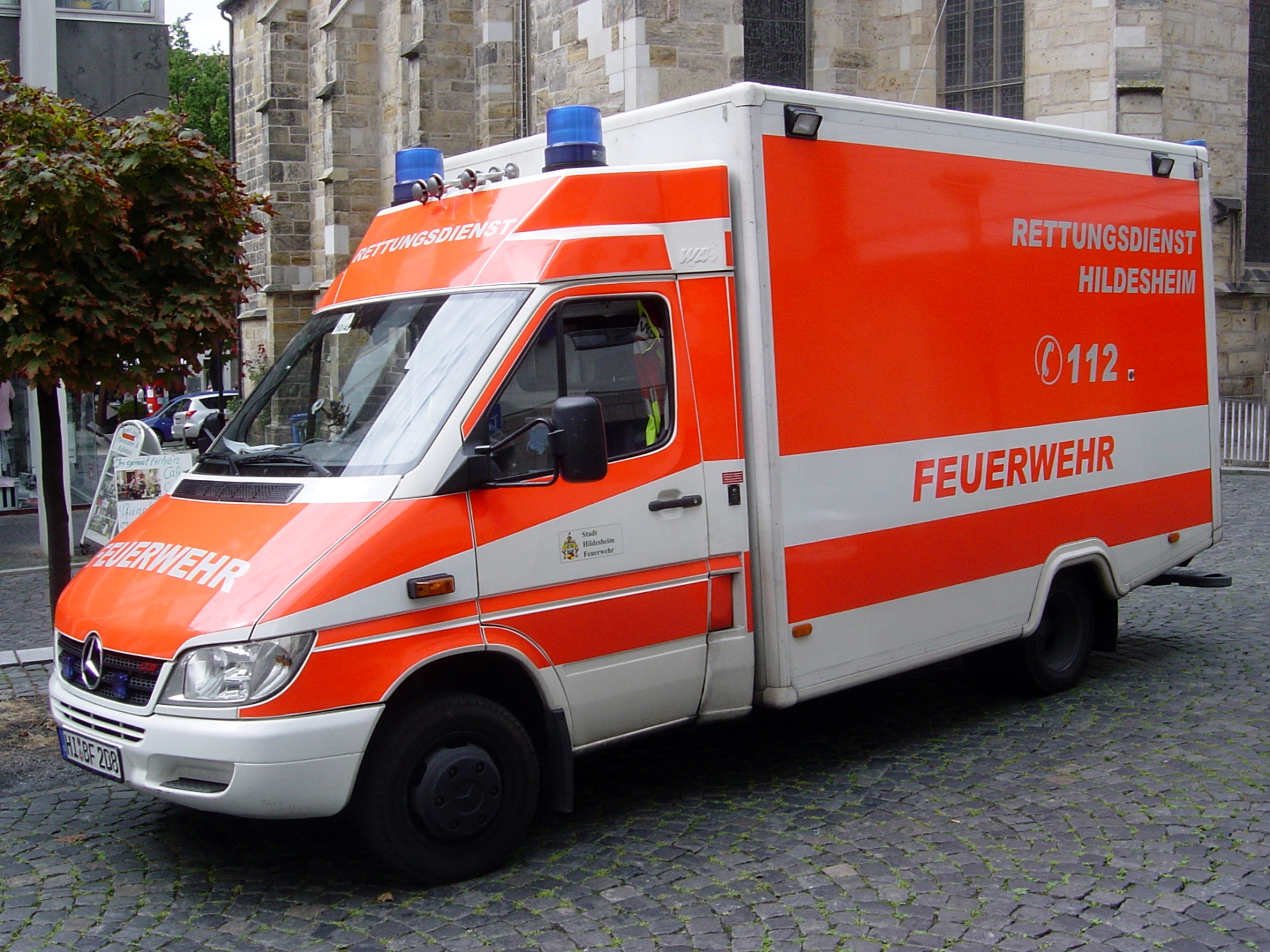
Ehemaliger RTW der BF Hildesheim

Die Berufsfeuerwehr besteht derzeit aus 129 Beamten im aktiven feuerwehrtechnischen Dienst, die neben der Ortsfeuerwehr Stadtmitte II die Hauptfeuerwache besetzen. Neben Kräften für technische Hilfe und Brandbekämpfung hält die BF Hildesheim eine Höhenrettungsgruppe vor, die auch für überörtliche Einsätze zur Verfügung steht. Ebenfalls organisiert sie, als Träger des Rettungsdienstes für die Stadt Hildesheim, die Notfallrettung und Krankentransport. In Kooperation mit dem Landkreis Hildesheim wird der Rettungsdienst für den Rettungsdienstbereich Stadt und Landkreis Hildesheim durchgeführt. Neben der BF sind der Arbeiter-Samariter-Bund und das DRK im Rettungsdienst tätig.
Alle Einsätze der Feuerwehren, Rettungsdienste, Katastrophenschutz sowie THW werden von der 1994 eingerichteten und gemeinsam mit dem Landkreis Hildesheim betriebenen integrierten Regionalleitstelle (IRLS) der Berufsfeuerwehr koordiniert. Die Alarmierung erfolgt durch digitale Funkmeldeempfänger.

## Freiwillige Feuerwehr

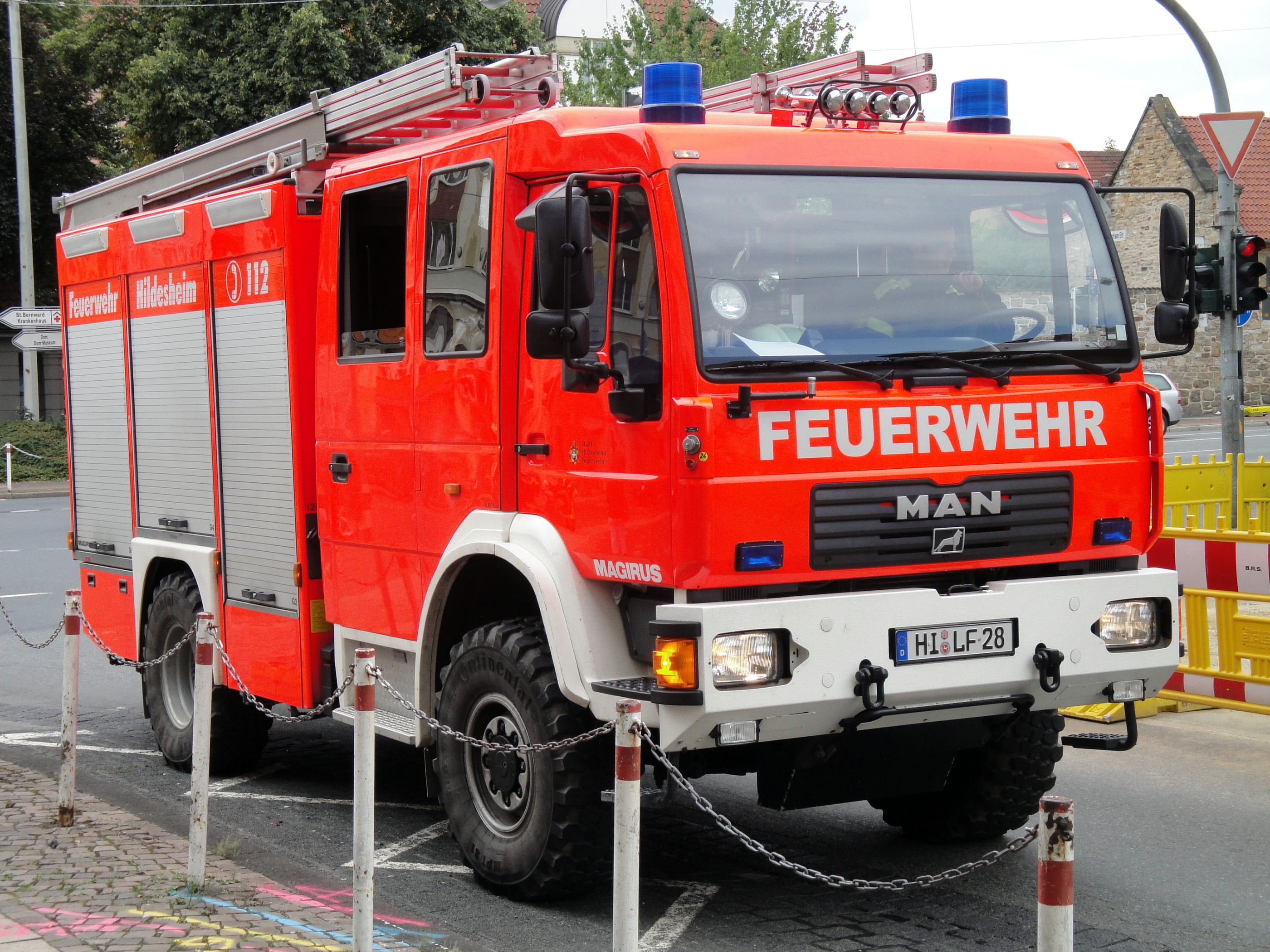
Ehemaliges LF 16/20 der BF Hildesheim, seit 2012 im Dienst bei der OF Sorsum

Die Freiwillige Feuerwehr Hildesheim gliedert sich in zwölf Ortsfeuerwehren, die ebenfalls durch digitale Funkmeldeempfänger alarmiert werden.
| Freiwillige Feuerwehr | Gründungsjahr | Mitgliederanzahl | Fahrzeug (e)                               |
| --------------------- | ------------- | ---------------- | ------------------------------------------ |
| Achtum-Uppen          | 1933          | 33               | LF 10, MTW-EL                              |
| Bavenstedt            | 1902          | 24               | MTW-EL, LF 16/12, WLF                      |
| Drispenstedt          | 1902          | 28               | TSF-W                                      |
| Einum                 | 1930          | 26               | TSF-W, TSF                                 |
| Himmelsthür           | 1883          | 52               | MTW-EL, GW-L1, GW-L2, LF 20 KatS, LF 16/12 |
| Itzum                 | 1902          | 40               | LF 10/6, TLF 2000                          |
| Marienrode            | 1936          | 18               | TSF-W                                      |
| Moritzberg            | 1881          | 53               | LF 10                                      |
| Neuhof                | 1927          | 38               | LF 10, LF 16/12, ELW 1.5                   |
| Ochtersum             | 1901          | 34               | LF 10, GW-L2, MTW-EL                       |
| Sorsum                | 1891          | 49               | LF 16/20, LF 20 KatS                       |
| Stadtmitte 2          | 1876          | 39               | LF 10                                      |

### Feuerwehrmusik
Den Ortsfeuerwehren Achtum-Uppen, Ochtersum und Sorsum sind jeweils ein Musikzug und den Ortsfeuerwehren Itzum und Sorsum jeweils ein Spielmannszug angegliedert. Die FF verfügt an diesen Standorten insgesamt über 184 Musiker.

## Jugendfeuerwehr
Nach der Bildung der Freiwilligen Feuerwehr in Hildesheim wurde 1879 die „Freiwillige Schülerfeuerwehr am Gymnasium Andreanum“ gegründet, die von der Stadtverwaltung ebenfalls mit zwei Abprotzspritzen ausgerüstet wurde. In der Chronik ist dazu nachzulesen: „mit Freunde und Eifer widmete sich die jugendliche Schar ihren Übungen“. 1885 wurde die Schülerfeuerwehr aufgrund eines durch die Schulbehörde ausgesprochenen Verbotes wieder aufgelöst. Am 21. Juni 1884 wurde nach dem Vorbild der „Freiwilligen Schülerfeuerwehr am Gymnasium Andreanum“ die „Schülerfeuerwehr der Landwirtschaftsschule“ gegründet, die ebenfalls nach einigen Jahren wieder aufgelöst wurde.
Heutzutage besteht die Jugendfeuerwehr Hildesheim aus über 200 Mitgliedern an elf Standorten (Achtum, Bavenstedt, Drispenstedt, Einum, Himmelsthür, Itzum, Moritzberg, Neuhof, Ochtersum, Sorsum und Stadtmitte 2). Die Mitgliedschaft in einer Jugendfeuerwehr ist allen Jugendlichen zwischen 10 und 18 Jahren möglich.

## Kinderfeuerwehr
In den Ortsfeuerwehren Achtum, Bavenstedt, Drispenstedt, Einum, Himmelsthür, Itzum, Moritzberg, Neuhof, Ochtersum und Stadtmitte 2 sind Kinderfeuerwehren (KF) eingerichtet, die insgesamt etwa 150 Mitglieder haben. Die Mitgliedschaft steht allen Kindern zwischen 6 und 12 Jahren offen.

## Rettungszug der Deutschen Bahn
Der in Hildesheim stationierte Rettungszug der Deutschen Bahn wird von Angehörigen der Berufsfeuerwehr Hildesheim und der Freiwilligen Feuerwehr Hildesheim besetzt. Sein Einsatzgebiet umfasst die Tunnelanlagen der Schnellfahrstrecken von Hildesheim bis Kassel.